# Ommatius perscientus
Ommatius perscientus là một loài ruồi trong họ Asilidae. Ommatius perscientus được Scarbrough miêu tả năm 2003. Loài này phân bố ở vùng nhiệt đới châu Phi.